# ビリーヴ (シェネルの曲)
「Believe」（ビリーヴ）は、シェネルの日本第3弾アルバム『ビリーヴ』所収の楽曲。2012年7月4日にユニバーサルミュージックからリリースされた（単曲の先行配信は2012年6月20日）。
2012年7月13日に公開された映画『海猿』の第4作・『BRAVE HEARTS 海猿』の主題歌に抜擢。配信チャートにて上位を占めた。約6年後の2018年4月度日本レコード協会リリースにおいて、フル配信ミリオン認定。

## 概要
2012年8月度のレコチョクにて月間1位ほか、8冠を達成した。2012年、年間有線ヒットランキング第1位。